# Skoky na lyžích na zimních olympijských hrách
Skoky na lyžích jsou součástí zimních olympijských her již od první olympiády, která se konala v Chamonix v roce 1924. Historicky prvním vítězem byl norský sportovec Jacob Tullin Thams, jenž dvakrát skočil 49 metrů. Od roku 1964 probíhají v rámci olympiády dva skokanské závody – jeden na středním můstku (tehdy můstek s kritickým bodem K70), druhý na můstku velkém (K90). Od olympiády v Albertville (1992) dochází ke změně velikostí můstků – střední můstek má hodnotu K90, velký můstek K120. Od roku 1998 soutěží o medaile i týmy, a to na velkém můstku. Na olympiádě v roce 2014 měl premiéru i ženský skok.
Nejúspěšnější výprava je norská, která dominovala v letech 1924–1952 a celkem získala 24 medailí, a finská, jež má na kontě deset nejcennějších kovů.
Česko má jednoho olympijského vítěze. V roce 1968 vyhrál v Grenoblu československý reprezentant Jiří Raška. Krom toho jsou na kontě českých sportovců dvě stříbra a čtyři bronzové medaile.

## Přehled soutěží
• – oficiální soutěž.
| Soutěž                    | Soutěž                    | 24 | 28 | 32 | 36 | 48 | 52 | 56 | 60 | 64 | 68 | 72 | 76 | 80 | 84 | 88 | 92 | 94 | 98 | 02 | 06 | 10 | 14 | 18 | 22 | Celkem |
| ------------------------- | ------------------------- | -- | -- | -- | -- | -- | -- | -- | -- | -- | -- | -- | -- | -- | -- | -- | -- | -- | -- | -- | -- | -- | -- | -- | -- | ------ |
| muži                      | střední můstek            | •  | •  | •  | •  | •  | •  | •  | •  | •  | •  | •  | •  | •  | •  | •  | •  | •  | •  | •  | •  | •  | •  | •  | •  | 24     |
| muži                      | velký můstek              |    |    |    |    |    |    |    |    | •  | •  | •  | •  | •  | •  | •  | •  | •  | •  | •  | •  | •  | •  | •  | •  | 16     |
| muži                      | družstva                  |    |    |    |    |    |    |    |    |    |    |    |    |    |    | •  | •  | •  | •  | •  | •  | •  | •  | •  | •  | 10     |
| ženy                      | střední můstek            |    |    |    |    |    |    |    |    |    |    |    |    |    |    |    |    |    |    |    |    |    | •  | •  | •  | 3      |
| smíšené                   | družstva                  |    |    |    |    |    |    |    |    |    |    |    |    |    |    |    |    |    |    |    |    |    |    |    | •  | 1      |
|                           |                           |    |    |    |    |    |    |    |    |    |    |    |    |    |    |    |    |    |    |    |    |    |    |    |    |        |
| Počet oficiálních soutěží | Počet oficiálních soutěží | 1  | 1  | 1  | 1  | 1  | 1  | 1  | 1  | 2  | 2  | 2  | 2  | 2  | 2  | 3  | 3  | 3  | 3  | 3  | 3  | 3  | 4  | 4  | 5  | 54     |

## Medailové pořadí zemí
Aktualizace po Zimních olympijských hrách 2018.
| Pořadí           | Země                                 | Zlato | Stříbro | Bronz | Celkem |
| ---------------- | ------------------------------------ | ----- | ------- | ----- | ------ |
| 1.               | Norsko (NOR)                         | 11    | 10      | 14    | 35     |
| 2.               | Finsko (FIN)                         | 10    | 8       | 4     | 22     |
| 3.               | Rakousko (AUT)                       | 6     | 9       | 10    | 25     |
| 4.               | Německo (GER)                        | 6     | 6       | 1     | 13     |
| 5.               | Polsko (POL)                         | 4     | 3       | 2     | 9      |
| 6.               | Švýcarsko (SUI)                      | 4     | 1       | 0     | 5      |
| 7.               | Japonsko (JPN)                       | 3     | 5       | 4     | 12     |
| 8.               | Německá demokratická republika (GDR) | 2     | 3       | 2     | 7      |
| 9.               | Československo (TCH)                 | 1     | 2       | 4     | 7      |
| 10.              | Tým sjednoceného Německa (EUA)       | 1     | 0       | 1     | 2      |
| 11.              | Sovětský svaz (URS)                  | 1     | 0       | 0     | 1      |
| 12.              | Slovinsko (SLO)                      | 0     | 1       | 2     | 3      |
| 13.              | Švédsko (SWE)                        | 0     | 1       | 1     | 2      |
| 13.              | Jugoslávie (YUG)                     | 0     | 1       | 1     | 2      |
| 15.              | Francie (FRA)                        | 0     | 0       | 1     | 1      |
| 15.              | Spojené státy americké (USA)         | 0     | 0       | 1     | 1      |
| Celkem (16 zemí) | Celkem (16 zemí)                     | 49    | 50      | 48    | 147    |

Poznámky
- 2 stříbrné medaile a žádné bronzové byly uděleny na ZOH 1980 v závodě na středním můstku mužů.

## Čeští a českoslovenští skokani na lyžích na olympijských hrách
| OH       | OH   | Velký můstek                                                                  | Střední můstek                                                              | Závod družstev                     |
| -------- | ---- | ----------------------------------------------------------------------------- | --------------------------------------------------------------------------- | ---------------------------------- |
| ZOH 1924 | Muži | 10. Franz Wende 20. Karel Koldovský 26. Josef Bím                             | ---                                                                         | ---                                |
| ZOH 1924 | Ženy | ---                                                                           | ---                                                                         | ---                                |
| ZOH 1928 | Muži | 3. Rudolf Burkert 15. Willy Möhwald 20. Josef Bím 21. Karl Wondrak            | ---                                                                         | ---                                |
| ZOH 1928 | Ženy | ---                                                                           | ---                                                                         | ---                                |
| ZOH 1932 | Muži | 21. Antonín Bartoň 23. František Šimůnek 24. Jan Cífka 26. Jaroslav Feistauer | ---                                                                         | ---                                |
| ZOH 1932 | Ženy | ---                                                                           | ---                                                                         | ---                                |
| ZOH 1936 | Muži | 27. Jaroslav Lukeš 29. Josef Kahl 32. Johann Lahr 40. Oldřich Buďárek         | ---                                                                         | ---                                |
| ZOH 1936 | Ženy | ---                                                                           | ---                                                                         | ---                                |
| ZOH 1948 | Muži | 16. Miloslav Bělonožník 20. Zdeněk Remsa 21. Jaroslav Lukeš 29. Josef Císař   | ---                                                                         | ---                                |
| ZOH 1948 | Ženy | ---                                                                           | ---                                                                         | ---                                |
| ZOH 1952 | Muži | bez české účasti                                                              | ---                                                                         | ---                                |
| ZOH 1952 | Ženy | ---                                                                           | ---                                                                         | ---                                |
| ZOH 1956 | Muži | 28. Mojmír Stuchlík 29. Jáchym Bulín                                          | ---                                                                         | ---                                |
| ZOH 1956 | Ženy | ---                                                                           | ---                                                                         | ---                                |
| ZOH 1960 | Muži | bez české účasti                                                              | ---                                                                         | ---                                |
| ZOH 1960 | Ženy | ---                                                                           | ---                                                                         | ---                                |
| ZOH 1964 | Muži | 10. Dalibor Motejlek 19. Zbyněk Hubač 22. Josef Matouš                        | 4. Josef Matouš 19. Dalibor Motejlek 30. Zbyněk Hubač                       | ---                                |
| ZOH 1964 | Ženy | ---                                                                           | ---                                                                         | ---                                |
| ZOH 1968 | Muži | 2. Jiří Raška 12. Rudolf Höhnl 25. Zbyněk Hubač 27. František Rydval          | 1. Jiří Raška 9. Ladislav Divila 12. František Rydval 19. Zbyněk Hubač      | ---                                |
| ZOH 1968 | Ženy | ---                                                                           | ---                                                                         | ---                                |
| ZOH 1972 | Muži | 10. Jiří Raška 15. Zbyněk Hubač 26. Leoš Škoda                                | 5. Jiří Raška 7. Karel Kodejška 11. Zbyněk Hubač 29. Rudolf Höhnl           | ---                                |
| ZOH 1972 | Ženy | ---                                                                           | ---                                                                         | ---                                |
| ZOH 1976 | Muži | 14. Jaroslav Balcar 27. Jindřich Balcar 31. Karel Kodejška 34. Rudolf Höhnl   | 4. Jaroslav Balcar 16. Rudolf Höhnl 18. Karel Kodejška 26. Ivo Felix        | ---                                |
| ZOH 1976 | Ženy | ---                                                                           | ---                                                                         | ---                                |
| ZOH 1980 | Muži | 21. Leoš Škoda 23. Josef Samek                                                | 22. Leoš Škoda 39. Josef Samek                                              | ---                                |
| ZOH 1980 | Ženy | ---                                                                           | ---                                                                         | ---                                |
| ZOH 1984 | Muži | 3. Pavel Ploc 8. Vladimír Podzimek 12. Ladislav Dluhoš 23. Jiří Parma         | 10. Jiří Parma 14. Pavel Ploc 39. Vladimír Podzimek 42. Martin Švagerko     | ---                                |
| ZOH 1984 | Ženy | ---                                                                           | ---                                                                         | ---                                |
| ZOH 1988 | Muži | 5. Pavel Ploc 14. Ladislav Dluhoš 24. Jiří Malec 29. Jiří Parma               | 2. Pavel Ploc 3. Jiří Malec 5. Jiří Parma 14. Ladislav Dluhoš               | 4. Ploc, Dluhoš, Parma, Malec      |
| ZOH 1988 | Ženy | ---                                                                           | ---                                                                         | ---                                |
| ZOH 1992 | Muži | 5. Jiří Parma 13. František Jež 20. Tomáš Goder 41. Jaroslav Sakala           | 10. Jiří Parma 15. Jaroslav Sakala 23. František Jež 48. Tomáš Goder        | 3. Parma, Jež, Goder, Sakala       |
| ZOH 1992 | Ženy | ---                                                                           | ---                                                                         | ---                                |
| ZOH 1994 | Muži | 7. Jaroslav Sakala 29. Zbyněk Krompolc 30. Ladislav Dluhoš 39. Jiří Parma     | 13. Jaroslav Sakala 19. Jiří Parma 36. Zbyněk Krompolc                      | 7. Sakala, Krompolc, Dluhoš, Parma |
| ZOH 1994 | Ženy | ---                                                                           | ---                                                                         | ---                                |
| ZOH 1998 | Muži | 8. Michal Doležal 15. Jakub Sucháček 24. František Jež 56. Jaroslav Sakala    | 11. Michal Doležal 24. František Jež 26. Jaroslav Sakala 28. Jakub Sucháček | 7. Doležal, Sucháček, Jež, Sakala  |
| ZOH 1998 | Ženy | ---                                                                           | ---                                                                         | ---                                |
| ZOH 2002 | Muži | 36. Jan Mazoch 44. Jakub Janda                                                | 35. Jan Mazoch 39. Jakub Janda 47. Jan Matura 50. Michal Doležal            | 12. Mazoch, Janda, Matura, Doležal |
| ZOH 2002 | Ženy | ---                                                                           | ---                                                                         | ---                                |
| ZOH 2006 | Muži | 10. Jakub Janda 22. Jan Matura 40. Borek Sedlák 45. Ondřej Vaculík            | 13. Jakub Janda 21. Jan Matura 36. Jan Mazoch 38. Borek Sedlák              | 9. Matura, Vaculík, Sedlák, Janda  |
| ZOH 2006 | Ženy | ---                                                                           | ---                                                                         | ---                                |
| ZOH 2010 | Muži | 7. Antonín Hájek 17. Jakub Janda 23. Roman Koudelka 41. Martin Cikl           | 12. Roman Koudelka 14. Jakub Janda 21. Antonín Hájek 38. Lukáš Hlava        | 7. Hájek, Koudelka, Hlava, Janda   |
| ZOH 2010 | Ženy | ---                                                                           | ---                                                                         | ---                                |
| ZOH 2014 | Muži | 18. Jan Matura 19. Roman Koudelka 27. Jakub Janda 28. Antonín Hájek           | 16. Roman Koudelka 19. Jakub Janda 23. Jan Matura                           | 7. Hájek, Koudelka, Janda, Matura  |
| ZOH 2014 | Ženy | ---                                                                           | bez české účasti                                                            | ---                                |

## Československá a česká stopa ve skocích na lyžích
| Pořadí | Olympionik      | Zlato    | Stříbro  | Bronz    | Celkem |
| ------ | --------------- | -------- | -------- | -------- | ------ |
| 1.     | Jiří Raška      | ZOH 1968 | ZOH 1968 | 0        | 2      |
| 2.     | Pavel Ploc      | 0        | ZOH 1988 | ZOH 1984 | 2      |
| 3.     | Rudolf Burkert  | 0        | 0        | ZOH 1928 | 1      |
| 4.     | Jiří Malec      | 0        | 0        | ZOH 1988 | 1      |
| 5.     | Tomáš Goder     | 0        | 0        | ZOH 1992 | 1      |
| 6.     | František Jež   | 0        | 0        | ZOH 1992 | 1      |
| 7.     | Jiří Parma      | 0        | 0        | ZOH 1992 | 1      |
| 8.     | Jaroslav Sakala | 0        | 0        | ZOH 1992 | 1      |
| Celkem | Celkem          | 1        | 2        | 7        | 10     |

## Nejúspěšnější skokani na olympijských hrách
- 1. Matti Nykänen (Finsko) - 4× zlatý, 1× stříbrný
- 2. Simon Ammann (Švýcarsko) - 4× zlatý
- 3. Jens Weissflog (NDR/Německo) - 3× zlatý, 1× stříbrný
- 4. Birger Ruud (Norsko) - 2× zlatý, 1× stříbrný